# Esich (Familie)
Esich, auch Esick oder Estik, ist der Name einer deutschen Familie, deren Mitglieder in Bremen und in Hamburg höhere Ämter wahrnahmen und die in Bremen eine Kaufmannsfamilie war.

## Mitglieder der Bremer Familie
Die Hanseatenfamilie Esich hat bereits im Mittelalter um die zwölf Ratsherren im  Bremer Rat sowie vier Bürgermeister in Bremen hervorgebracht.
- Johann (II) Esich (etwa 1310–1349), in Hamburg geboren, in Bremen gestorben, Sohn von Johann Esich (s. bei Hamburg), ⚭ mit Lucke von Bucken

A1 Nicolaus Esich (1345–nach 1402), Canonicus an St. Ansgarii (Bremen), Sohn von Johann (II) Esich
B1 Johann (III) Esich (1388–1437), Ratsherr 1430–1436, Sohn von Nicolaus Esich, ⚭ mit Wübke von Varle
C1 Arent(d) Esich (1425–1485), Ratsherr 1458, Sohn von Johann (III) Esich und Wübke von Varle, ⚭ mit Gretje Take
D1 Johann (V) Esich (1467–1522), Richter 1492, Ratsherr 1494, Sohn von Arent Esich und Gretje Ta(c)ke (Margareta Taken), ⚭ mit Eilke von Gröpelingen
E1 Johann (VII) Esich (1521–1605), Ratsherr 1562, Bürgermeister 1591, Sohn von Johann (V) Esich und Eileke von Gröpelingen
D2 He(i)nrich Esich (1475–1533), Ratsherr 1522, Sohn von Arent Esich und Gretje Ta(c)ke, ⚭ mit Wommele(ia) Kind
E2 Wommel Esich (um 1510–15??), Tochter von He(i)nrich Esich und Wommele Kind
E3 Elert Esich (1508–1554), Ratsherr 1547, Bürgermeister 1548, Sohn von He(i)nrich und Wommele Esich
E4 Johann (VI) Esich (1518–1578), Ratsherr 1555, Bürgermeister 1560, Sohn von He(i)nrich und Wommele Esich, ⚭ mit  Gesa Speckhan (1527–1581); die wappengeschmückte Grabplatte des Ehepaars Esich-Speckhan befand sich bis ins 19. Jahrhundert in St. Katharinen zu Braunschweig
- Arnold Esich, auch Arnd(t) Esich, (1501–1547), Ratsherr 1533, Bürgermeister 1539
  - Johann (IX) Esich (?), Kaufmann, Sohn von Arnold Esich
  - Tibbeke Esich (1527–1567), Tochter von Arnold Esich 
    - Meta Esich (um 1552–1615), ⚭ mit David Böckel aus Helmstedt
- Elert Esich (15??–1591), Ratsherr 1580
- Johann (XI) Esich (1557–1602), Professor, Dr. theol., Prediger und Historiker, Sohn von Johann (VII) Esich und Alke Nortmeyer
- Eberhard Esich (1540–1604), ⚭ mit Adelheid Ken(c)kel 
  - Elard (Eler) Esich (1586–1618), Sohn von Eberhard Esich und Adelheid Ken(c)kel
- Detmar Esich (15??–1616), Ratsherr 1582
- Harm(en) Esich (um 15??–15??), 1565 Stadtvogt (?) von Bremen, ⚭ mit Agneta Coch
  - Gretje Esich (?), 1. ⚭ mit de Theis Bokelmann, 2. ⚭ mit Johann Clamp(ius) (Ratsherr 1595, Bürgermeister 1609)
- Johann (VIII) Esich, up der Dungen (15??–1???), ⚭ mit Köneke Stendern
  - Hermann Esisch (15??–1619), Ratsherr 1610, Sohn von Johann (VIII) Esich, up der Dungen und Köneke Stendern
  - Hinrich Esisch (15??–1619), Sohn von Johann (VIII) Esich up der Dungen und Köneke Stendern
  - Agneta Esich  (15??–16??), Tochter von Johann (VIII) Esich up der Dungen und Köneke Stendern
- Hermann Esisch (1569–1624), Ratsherr 1624

## Mitglieder der Hamburger Familie
- Esiens Esich (um 1210–12??), Ratsherr (Senator)
- Bertram Esich (etwa 1235–12??), Ratsherr 1258
- Johann (I) Esich (etwa 1275–?), Ratsherr 1299, Sohn von Bertram Esich
- Johann Esich (etwa 1310–1349), in Hamburg geboren, in Bremen gestorben, Sohn von Johann (I) Esich, ⚭ mit Lucke von Bucken

## Spuren zum Namen

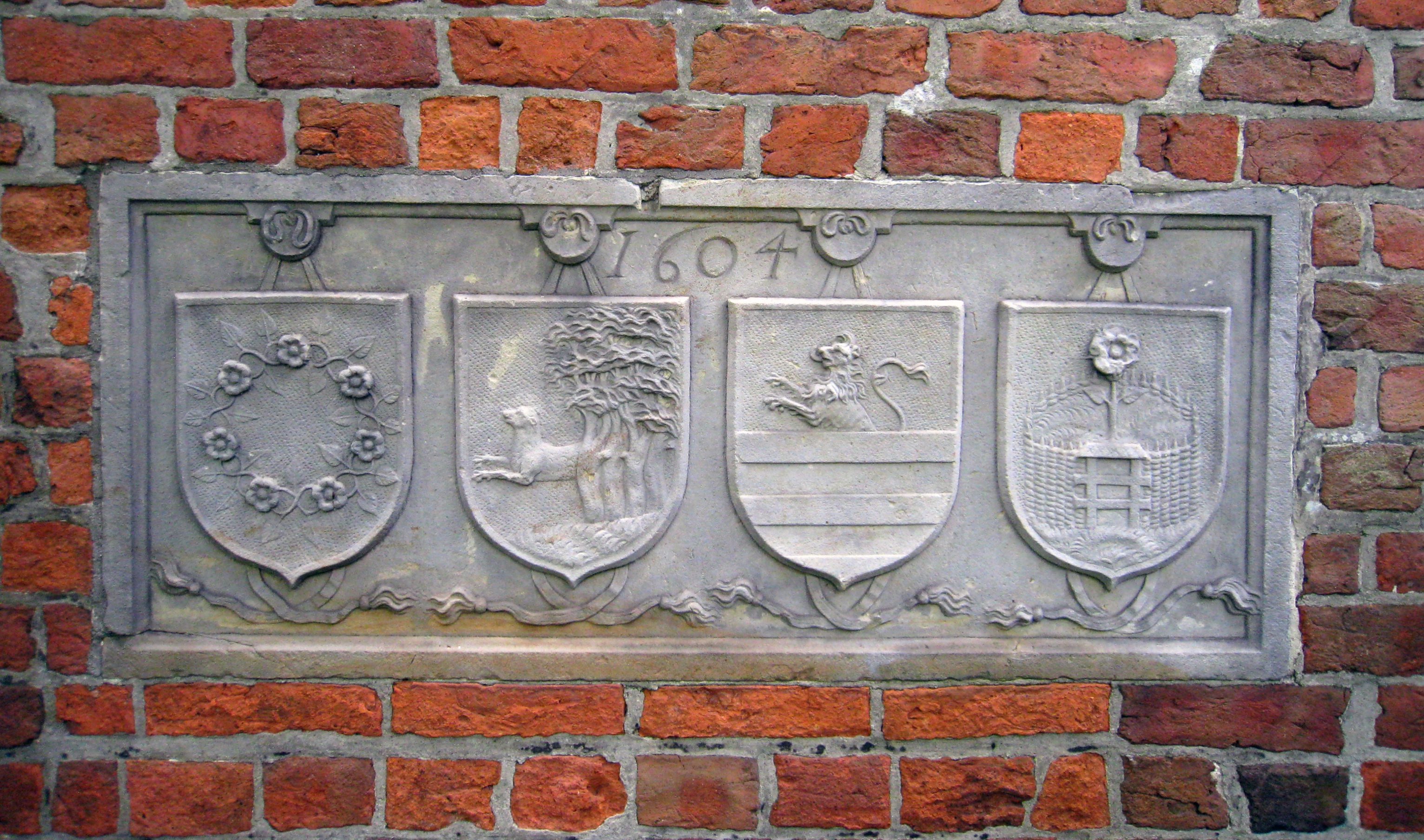
Wappenstein an der Ole Kark (‚Alten Kirche‘) in Blumenthal – ganz links das Wappen der Familie Esich

- Eine Steintafel am Turm der alten, 1604 errichteten Kirche in Blumenthal ehrte die zur Bauzeit regierenden bremischen Bürgermeister Johann Esich, Heinrich Zobel, Daniel von Büren und Henrich Houken durch ihre Wappen.
- Das Esich- oder Essighaus in Bremen wurde im Stil der Weserrenaissance von der Familie Esich in der Langenstraße 13 erst 1618 vollendet durch den Ratsherrn Harmen Esich. Es wird heute als Essighaus bezeichnet, da in späteren Jahren hier auch eine Essigfabrikation war.
- Am Bremer Rathaus befinden sich ein Wappen der Familie.